# Camp de Ludwigswinkel
Das Camp de Ludwigswinkel war ein von 1921 bis 1930 bestehendes französisches Militärlager innerhalb der Ortsgemeinde Ludwigswinkel.

## Lage
Das Lager befand sich nördlich des Ludwigswinkeler Siedlungsgebiets.

## Geschichte
Das 1921 errichtete und bis 1930 bestehende französische Truppenübungslager Ludwigswinkel erhielt auf Betreiben des französischen Geistlichen Paul Rémond, der seinerzeit als Generalkaplan der Rheinarmee fungierte, eine eigene Kirche. 1927 waren im „Lager Ludwigswinkel“ 16.000 Soldaten stationiert. Heute sind vom Lager noch drei Offiziershäuser, die Wachkaserne, das Lazarett, ein Küchengebäude und die von Deutschen geführte Zweigstelle der Reichsvermögensverwaltung vorhanden.
Aus der Nachnutzung des Kasernengeländes ging der Ortsteil Schöntal hervor.

## Verkehr
Die von 1921 bis 1930 bestehende Wasgauwaldbahn wurde auf Betreiben der französischen Besatzung errichtet. Nach der Schließung des Lagers verlor sie ihre Existenzgrundlage und wurde stillgelegt.